# Bulbophyllum aggregatum
Bulbophyllum aggregatum é uma espécie de orquídea (família Orchidaceae) pertencente ao gênero Bulbophyllum. Foi descrita por Wilibald Swibert Joseph Gottlieb von Besser em 1965.